# Белопёрый пескарь
Белопёрый песка́рь (лат. Romanogobio albipinnatus) — редкий, слабоизученный вид семейства карповых. Распространен в бассейнах Балтийского (только системы Висла), Чёрного, Каспийского и Азовского морей (Берг, 1949а; Bănărescu, 1961). Отсутствует в реках Крыма и в Кубани. Из трёх подвидов в России два: R. albipinnatus albipinnatus (Lukasch, 1933) в Волге и Урале и R. albipinnatus belingi (Slastenenko, 1934) в бассейне Днепра. В Дону, возможно, отдельный подвид. Непромысловый вид, редкий в некоторых частях ареала. Включен в Красную книгу МСОП.

## Из истории исследования
Впервые белоперый пескарь был найден и описан в р. Воя бассейна реки Вятка.
Сведения обитания этого вида пескаря в Ульяновской области появились уже гораздо позже (Берг, 1949; Лукин, 1949). Затем по реке Волга этот вид пескаря регистрировался некоторыми исследователями (Шмидтов, 1956), и часто в некоторых водоёмах лишь единично.
После создания каскада водохранилищ по реке Волга (1959) сведений об обитании этого вида пескарей долгое время не было, то есть в водоёмах этот вид пескаря просто исчез.
Лишь спустя много десятилетий наконец был найден и определён этот вид пескаря в Ульяновской области в реке Сельдь (Михеев, Алеев, 2004), чуть ранее — в Республике Мордовия, в реке Сура (Ручин, Насека, 2003).
И с этого момента белоперый пескарь стал объектом пристального исследования.
Примерно в это время появились сведения об обитании белоперого пескаря в водоёмах соседних регионов: Республика Мордовия, в реке Сура (Ручин, Насека, 2003); Саратовская область (Ручин, Завьялов, Шляхтин, 2006), Нижегородская область.

## Статус
Редкий, слабоизученный вид, динамика популяций которого не известна.

## Распространение
Населяет реки бассейнов Волги, Урала, Днепра и Дона (Насека, 1998). В Поволжье распространение спорадичное, известны примеры регистрации вида из нескольких сопредельных регионов. Например, в Ульяновской области белоперый пескарь был впервые отмечен в 2004 г. по отловам в р. Сельдь и в Старомайнском заливе Куйбышевского водохранилища недалеко от устья рек Майна и Красная. Существуют сведения об обитании вида в р. Свияга — правом волжском притоке, а также в реке Сура (Инзенский район), реке Цильна (Цильнинский район). В Воронежской области встречается в реках Ворона, Воронеж, Хворостань, Чёрная Калитва и Хопер. В Тамбовской и Рязанской областях встречается в реках Цна и Ворона. В Пензенском регионе впервые отмечен в 2004 г. в р. Суре, в Чувашии — в 2005 г. в реках Малая Цивиль и Сура (Гладких и др., 2000; Михеев, Алеев, 2004; Аминов, 2005; Дедушкин, Алеев, 2005; Артаев, Ручин 2007 б).
В Саратовской области населяет реки Донского и Волжского бассейнов, однако повсеместно уступает по численности обыкновенному пескарю, с которым обычно встречается в одних и тех же местообитаниях (Завьялов и др., 2006 а). В Саратовском и Волгоградском водохранилищах встречается регулярно, однако численность его здесь низкая (Шашуловский, Ермолин, 2005 б). В бассейне р. Волги распространен номинативный подвид (R. Albipinnatus albipinnatus), а в бассейне р. Дона — R. a. tanaiticus, которые отличаются по остеологическим и некоторым морфометрическим признакам (Naseka, 2001).
Летом 2014 года было объявлено о первом случае обнаружения белопёрого пескаря на территории Финляндии — в озере Сайма.

## Численность
Данные по численности крайне ограничены. Повсеместно относится к группе малоизученных видов рыб. В р. Хопре вблизи пос. Потьма в 2004 и 2006 гг. было отловлено 15 особей на 250-метровом участке реки. В Старомайнском заливе Куйбышевского водохранилища в 2004 г. на его долю приходилось 4,9 % от всей молоди (Аминов, 2005).

## Лимитирующие факторы и меры охраны
Лимитирующие факторы не известны. Предположительно этот вид в отличие от обыкновенного пескаря предпочитает реки с быстрым течением. Не включен в региональную Красную книгу Ульяновской области, но включен в Красные книги Саратовской области и Мордовии. Специальные меры охраны в области не разработаны. Необходимо более полно выявить современное распространение вида в регионе. Требуется уточнение таксономического статуса белоперого пескаря; вероятно обнаружение обоих подвидов в пределах области.

## Краткое описание
Длина тела около 13 см. Тело удлинённое, невысокое, слабо сжато с боков. Нижний профиль тела почти прямой, верхний несколько выгнут. Хвостовой стебель сравнительно короткий, его высота чуть больше ширины. Рыло высокое, слабо закруглённое. Глаз относительно большой. Рот нижний, подковообразный. Нижняя губа широко прервана, развита только у углов рта (Насека, 2001; Ручин, Насека, 2003).
От обыкновенного пескаря отличается длинными усиками, которые у взрослых рыб достигают заднего края глаза. Основание усика лежит на вертикали середины ноздри. Анальное отверстие всегда ближе к началу брюшных плавников, чем к началу анального. Спинной и хвостовой плавники без пятнышек (Берг, 1949 а). Верхний край спинного плавника прямой или слабо выемчатый. Начало основания спинного плавника находится впереди от вертикали начала основания брюшного плавника, D 10, A 8-9. Верхний край анального плавника прямой или слабо выемчатый. Хвостовой плавник глубоко выемчатый. Его верхняя лопасть обычно несколько длиннее нижней. Жаберные тычинки короткие, утолщённые. Боковая линия полная, в ней обычно 40-45 чешуек. Половые различия не выражены. Общий тон окраски светло-жёлтый. Вдоль тела от затылка до хвостового плавника имеются ряды крупных удлинённых темных пятен, размер которых обычно меньше диаметра глаза. На спине имеются скопления пигментных точек, формирующие на верхней половине тела сетчатый рисунок. Брюхо и нижняя часть головы светлые.

## Местообитание
Чрезвычайно редко встречается в малых реках и в верхнем течении средних рек, не отмечен в прудах и озёрах. С 1959 г. регулярно регистрируется в Волгоградском водохранилище. Предпочтение отдаёт слабозаиленным грунтам с примесью гальки (Мовчан, Смірнов, 1981; Ручин, Насека, 2003). Редко встречается и в сильно заиленных местах.

## Особенности биологии
Соотношение самцов и самок приблизительно составляет 1 : 1, данное заключение подтверждается наблюдениями 2003—2005 гг. на реках Сура, Мокша и Малая Цивиль (Артаев, Ручин, 2007 б). Нерестится в середине июня. Питается бентосными организмами песчаного дна: личинками подёнок, хирономидами и др. Возможно, в отличие от обыкновенного пескаря, имеет сумеречную и ночную динамику активности. Остальные стороны биологии мало отличаются от синтопичного вида — обыкновенного пескаря.